# Konplott
A Konplott Kft. egy divatékszereket és kiegészítőket gyártó és értékesítő vállalat. Székhelye Rosport, Luxembourg. Világszerte kb. 1200 embert foglalkoztat, különböző országokban több mint 80 saját üzlethelyiséggel működik. Ezen kívül a divatékszerek további mintegy 900 értékesítési ponton találhatók meg. A Konplott név az alapító tervező Miranda Konstantinidou és az egykori üzlettárs vezetékneveinek első betűiből áll össze.

## Történet
A vállalatot 1986-ban egy kis üzemben, a németországi Trierben alapította Miranda Konstantinidou. Ebben az üzemben állította elő az első ékszereket és azokat néhány kereskedőn keresztül értékesítette. A kereslet az ékszerek iránt folyamatosan növekedett és a márka egyre népszerűbbé vált. Az alapító tíz évvel később nyitotta meg első csak Konplott ékszereket értékesítő boltját Trierben. A növekvő kereslet kielégítése érdekében négy évvel később nyílt az első üzem a Fülöp-szigeteken. Ez mostanra több mint 4000 négyzetméteren 800 munkatárssal működik.
2006-ban, a márka alapításának 20. évfordulóján a francia divatsajtó Miranda Konstantinidou-t a legjobb kollekcióért járó „Etoile” (csillag) díjjal jutalmazta.

## Miranda Konstantinidou
Miranda Konstantinidou Thessalonikiben született. Németországban nevelkedett, Bolognában és Trierben tanult divattervezést es divatrajzot. Manapság a Fülöp-szigeteken és Luxemburgban dolgozik. Konstantinidou 1991-ben első nem franciaként nyerte el a francia divatékszer díjat.
Minden Konplott ékszert Konstantinidou maga tervez. Vezetői munkájában fontos értéknek tekinti a szolidaritáson alapuló vállalati kultúra megőrzését. A cégvezetésben szinte kizárólag nők foglalnak helyet.
A nők inspirálnak. [...] Én nekik tervezek. A ti mindennapjaitokra. A ti kedvetekre. Reggeltől estig. Üzlet vagy alkalom. Tiniknek, hölgyeknek. Tegnaptól holnapig.

## Kollekciók
A Konplott-kollekciók kézzel és csak korlátozott számban készülnek. Az alapanyagok a világ különböző pontjairól kerülnek az elkészítés helyére. Olyan alapanyagok, mint: kerámia, bőr, fa, csont, kő, üveg, kavics, kristálystrassz és gyöngy. A cég minden évben tizenkettő és egy extra kollekciót bocsát ki. Minden kollekciónak egy játékos-, leíró- vagy fantázianeve van. Minden kollekció mintegy 150 darabot tartalmaz, a legdrágább kollekciók egészéért több ezer eurót kell fizetnünk. A konplott által nyújtott különleges szolgáltatás keretében az ékszerek javítása ingyenes, amennyiben a vásárláskor beregisztráljuk azt.

## Fordítás
Ez a szócikk részben vagy egészben  a   Konplott című német Wikipédia-szócikk ezen változatának fordításán alapul.  Az eredeti cikk szerkesztőit annak laptörténete sorolja fel. Ez a jelzés csupán a megfogalmazás eredetét és a szerzői jogokat jelzi, nem szolgál a cikkben szereplő információk forrásmegjelöléseként.